# Antoine Laurent de Jussieu
Antoine Laurent de Jussieu (12. dubna 1748, Lyon – 17. září 1836) byl francouzský botanik, známý průkopník klasifikace krytosemenných rostlin. Standardní zkratkou autora u jmen taxonů je Juss.

## Život
Narodil se v Lyonu jako synovec botaniků Antoinea, Bernarda a Josepha de Jussieu. Odešel do Paříže na studia medicíny, které dokončil roku 1770. Byl profesorem botaniky na Jardin des Plantes od roku 1770 do roku 1826. Jeho syn Adrien-Henri se stal také botanikem.
Ve svém díle o kvetoucích rostlinách, Genera plantarum (1789), Jussieu přijímá metodu, při které se na definici nějaké skupiny použije množství znaků. Tuto myšlenku převzal od skotsko-francouzského přírodovědce Michela Adansona. To bylo významné zdokonalení původní práce Linného, jehož klasifikace rostlin do čeledí byla založena jen na počtu tyčinek a pestíků. Jussieu uznával Linnéovu binomickou nomenklaturu a na ní rozvinul svou další činnost. Mnoho čeledí rostlin, dodnes užívaných, popsal právě Jussieu. Jenom v Mezinárodním kódu botanické nomenklatury je konzervováno nejméně 76 jmen čeledí popsané Jussieem.
Byl členem zednářské lóže, Les Neuf Sœurs.

## Dílo
- DE JUSSIEU, Antoine Laurent. Genera Plantarum, secundum ordines naturales disposita juxta methodum in Horto Regio Parisiensi exaratam. Paris: [s.n.], 1789. Dostupné online.
- Antoine Laurent de Jussieu má v Mezinárodním rejstříku jmen rostlin  zkratku Juss..[1]
- Pro autorskou značku Juss. eviduje databáze IPNI tento seznam popsaných rostlin.